# 유령거미과
유령거미과(Pholcidae)는 거미목 새실젖거미아목의 과로, 거미의 일종이다.

## 하위 분류
- 유령거미속(Pholcus) 외 다수